# Bệnh nhiễm khuẩn samonella

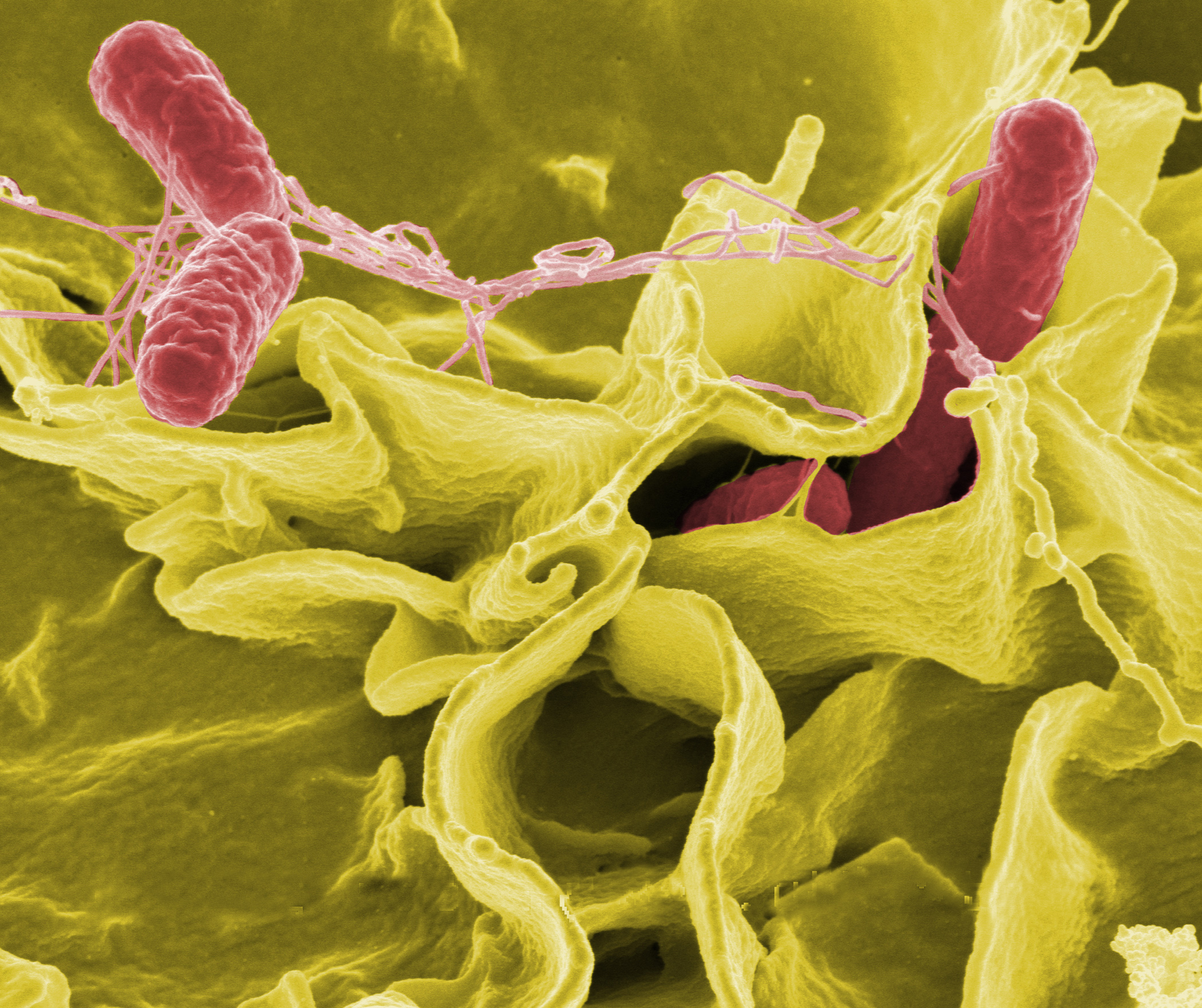
Bệnh nhiễm khuẩn samonella có thể: Tiêu chảy, co thắt dạ dày, đau đầu, sốt, nôn mửa, mất nước (mất dịch cơ thể), đặc biệt ở trẻ sơ sinh và người già

Bệnh nhiễm khuẩn samonella (salmonellosis) là một bệnh nhiễm trùng có triệu chứng do vi khuẩn thuộc loại Salmonella gây ra. Các triệu chứng phổ biến nhất là tiêu chảy, sốt, chuột rút bụng và nôn. Các triệu chứng thường xảy ra trong khoảng từ 12 giờ đến 36 giờ sau khi tiếp xúc và kéo dài từ hai đến bảy ngày. Đôi khi bệnh quan trọng hơn có thể dẫn đến mất nước. Người già, trẻ và những người khác có hệ miễn dịch yếu có nhiều khả năng mắc bệnh nặng. Các loại Salmonella cụ thể có thể dẫn đến sốt thương hàn hoặc sốt phó thương hàn.
Có hai loài Salmonella: Salmonella bongori và Salmonella enterica với nhiều phân loài. Nhiễm trùng thường lây lan bằng cách ăn thịt, trứng hoặc sữa bị ô nhiễm. Các loại thực phẩm khác có thể truyền bệnh nếu chúng tiếp xúc với phân. Một số vật nuôi bao gồm mèo, chó và bò sát cũng có thể mang và lây nhiễm. Chẩn đoán bằng xét nghiệm phân hoặc xét nghiệm máu.
Những nỗ lực để ngăn ngừa bệnh này bao gồm rửa, chuẩn bị và nấu thức ăn đúng cách. Bệnh nhẹ thường không cần điều trị cụ thể. Các trường hợp quan trọng hơn có thể yêu cầu điều trị các vấn đề điện giải và thay thế dịch truyền tĩnh mạch. Ở những người có nguy cơ cao hoặc người mắc bệnh đã lan ra ngoài ruột, nên dùng kháng sinh.
Salmonellosis là một trong những nguyên nhân phổ biến nhất của tiêu chảy trên toàn cầu. Trong năm 2015, 90.300 trường hợp tử vong đã xảy ra do nhiễm khuẩn salmonella không do niệu, và 178.000 trường hợp tử vong do nhiễm khuẩn salphoidal. Tại Hoa Kỳ, khoảng 1,2 triệu trường hợp và 450 trường hợp tử vong xảy ra do nhiễm khuẩn salmonella không phải do nhiễm trùng một năm. Ở châu Âu, đây là bệnh truyền qua thực phẩm phổ biến thứ hai sau bệnh nhiễm khuẩn campylobacter.